# Velichovecká tabule
Velichovecká tabule (též Velichovská tabule) je geomorfologický okrsek v severovýchodní části Chlumecké tabule, ležící v okresech Hradec Králové, Trutnov a Náchod v Královéhradeckém kraji.

## Poloha a sídla

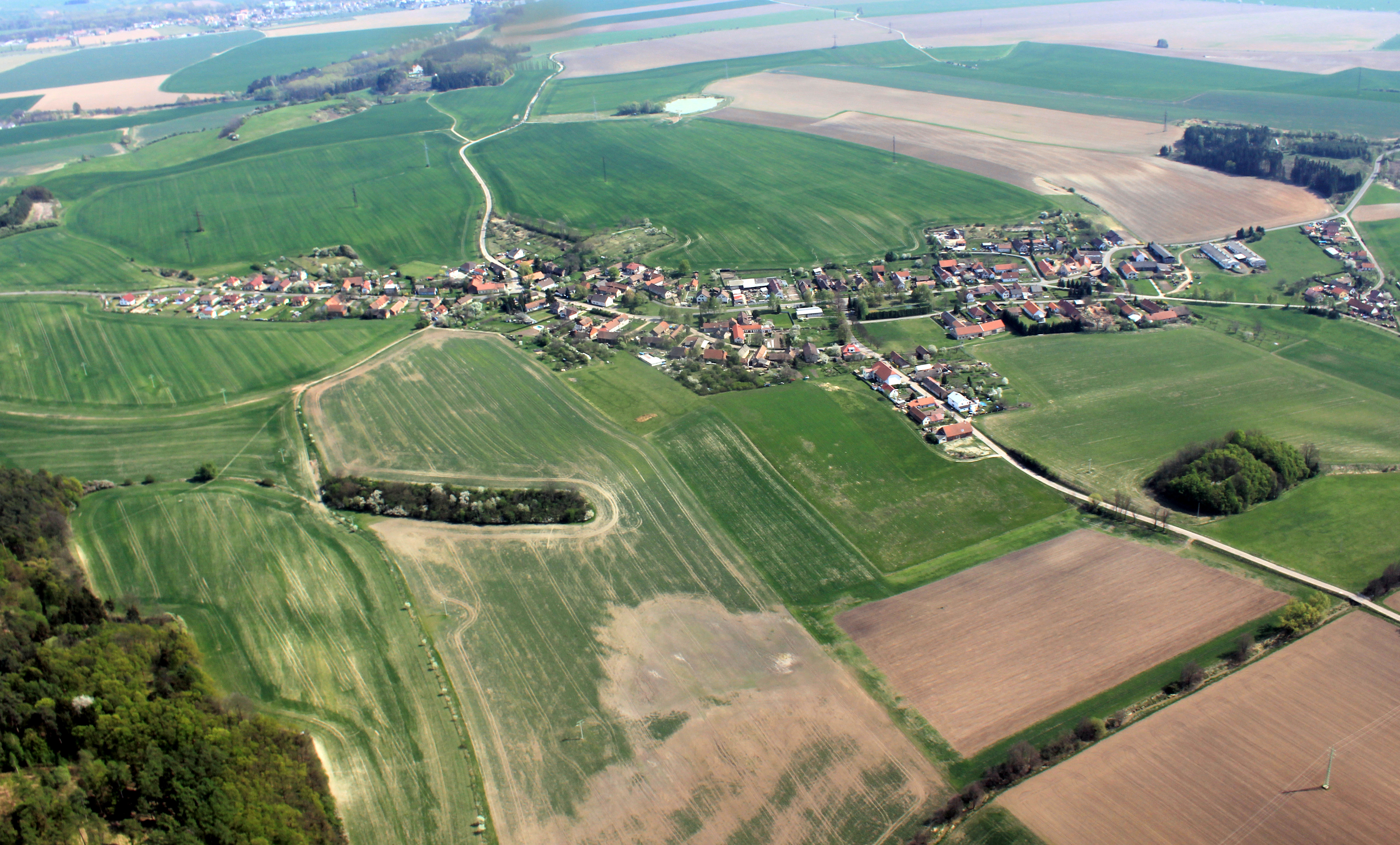
Obec Habřina, letecký pohled

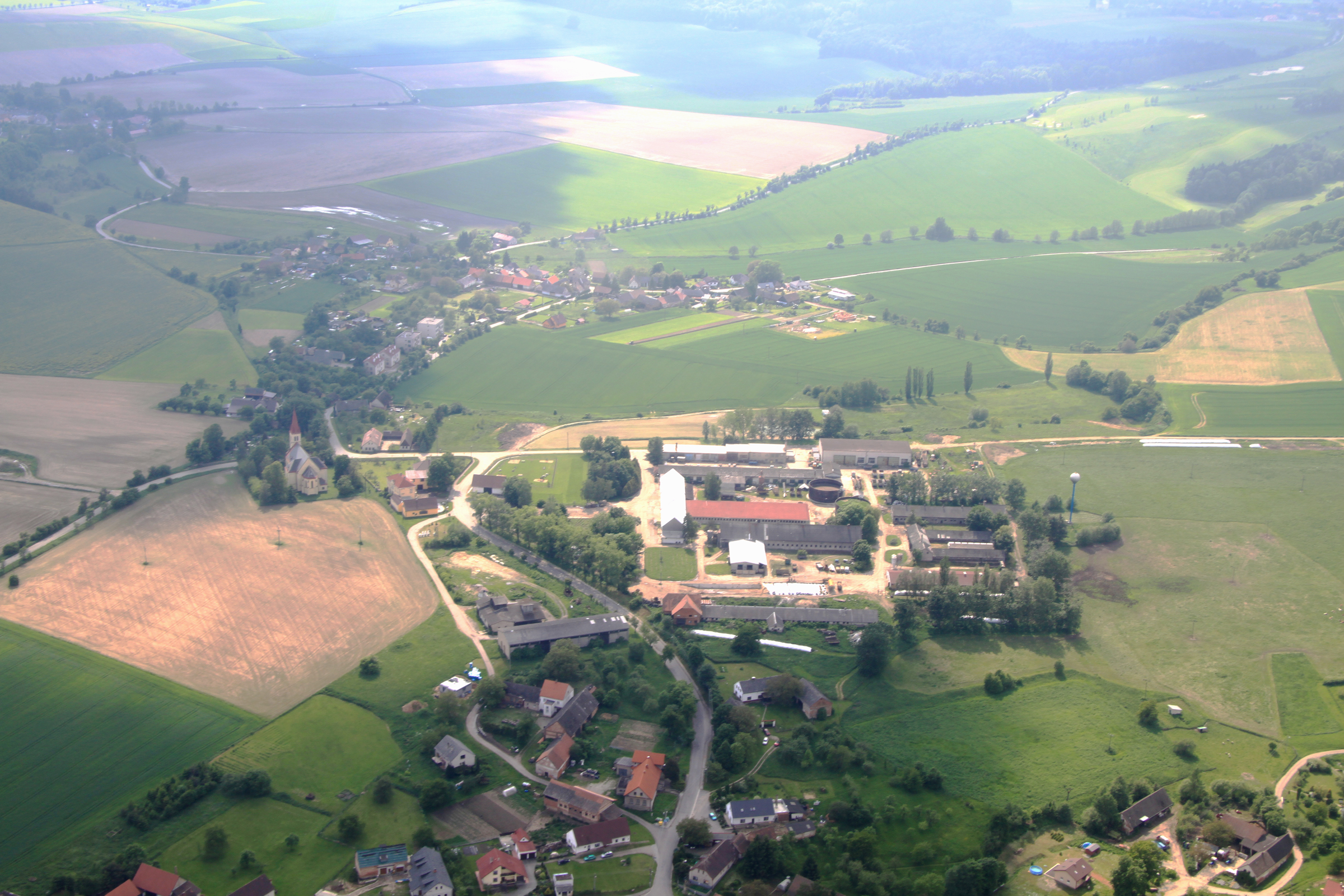
Obec Zaloňov, letecký pohled

Území okrsku se nachází zhruba mezi sídly Dubenec a Kuks (na severu), Jaroměř (na východě), Smiřice (na jihu), Benátky (na jihozápadě) a Lanžov (na severozápadě). Uvnitř okrsku leží titulní obec Velichovky, větší obec Zaloňov, na východní hranici leží město Jaroměř.

## Geomorfologické členění
Okrsek Velichovecká tabule (dle značení Jaromíra Demka VIC–1B–1) náleží do celku Východolabská tabule a podcelku Chlumecká tabule.
Dále se již nečlení.
Tabule sousedí s dalšími okrsky Východolabské tabule: Nechanická tabule na západě, Libčanská plošina na jihu, Smiřická rovina na jihovýchodě, Východolabská niva na východě. Dále sousedí s celky Orlická tabule na severovýchodě a Jičínská pahorkatina na severu.

## Významné vrcholy
Nejvyšším bodem Velichovecké tabule, potažmo celé Chlumecké tabule, je Na Šancích (353 m n. m.)
| název vrcholu | výška (m n. m.) | podřazená jednotka |
| ------------- | --------------- | ------------------ |
| Na šancích    | 352             | -                  |
| Chloumek      | 337             | -                  |
| Hořička       | 312             | -                  |
| Libiny        | 309             | -                  |
| Prašivka      | 301             | -                  |